# 庆阳专区
庆阳专区，甘肃省已撤消的专区。1949年置，在今甘肃省东北部。
辖庆阳、华池、合水、宁县、正宁、镇原、环县、曲子等县。专员公署驻庆阳县西峰镇（今庆阳市西峰区）。1950年撤销曲子县。1955年撤销，划归平凉专区。1961年恢复庆阳专区。1969年改置庆阳地区。